# Mägenwil
Mägenwil est une commune suisse du canton d'Argovie, située dans le district de Baden.

Photo aérienne (1964)